# Українське Католицьке Юнацтво
Українське Католицьке Юнацтво (УКЮ) — католицька організація молоді в Канаді, заснована 1938 отцем М. Горошком у Саскачевані з існуючих гуртків молоді при парафіях. Іннші організатори: Б. Корчинський, А. Яремович, А. Жук, М. Бондар та ін. Голова Р. Дусанівський (від 1980 року), осідок централі в Торонто. Входить разом з Братством Українців Католиків і Ліґою українських католицьких жінок у систему українських організацій Канади. Веде релегійну, виховно-освітницьку та розвагову працю під проводом священиків. Недовгий час видавало журнал «Вісник Молоді», згодом англомовну сторінку в газеті «Будучність Нації».